# Gaston de Banneville
Gaston Robert Morin de Banneville, marquis de Banneville, né le 26 avril 1818, décédé à Paris le 13 juin 1881 ancien ambassadeur et homme politique français.
- Ministre des Affaires étrangères du 23 novembre 1877 au 12 décembre 1877 dans le Gouvernement Gaétan de Rochebouët.

L'ancien portail de l'abbaye de Troarn fut remonté à sa demande pour servir d'entrée au château de Banneville-la-Campagne.

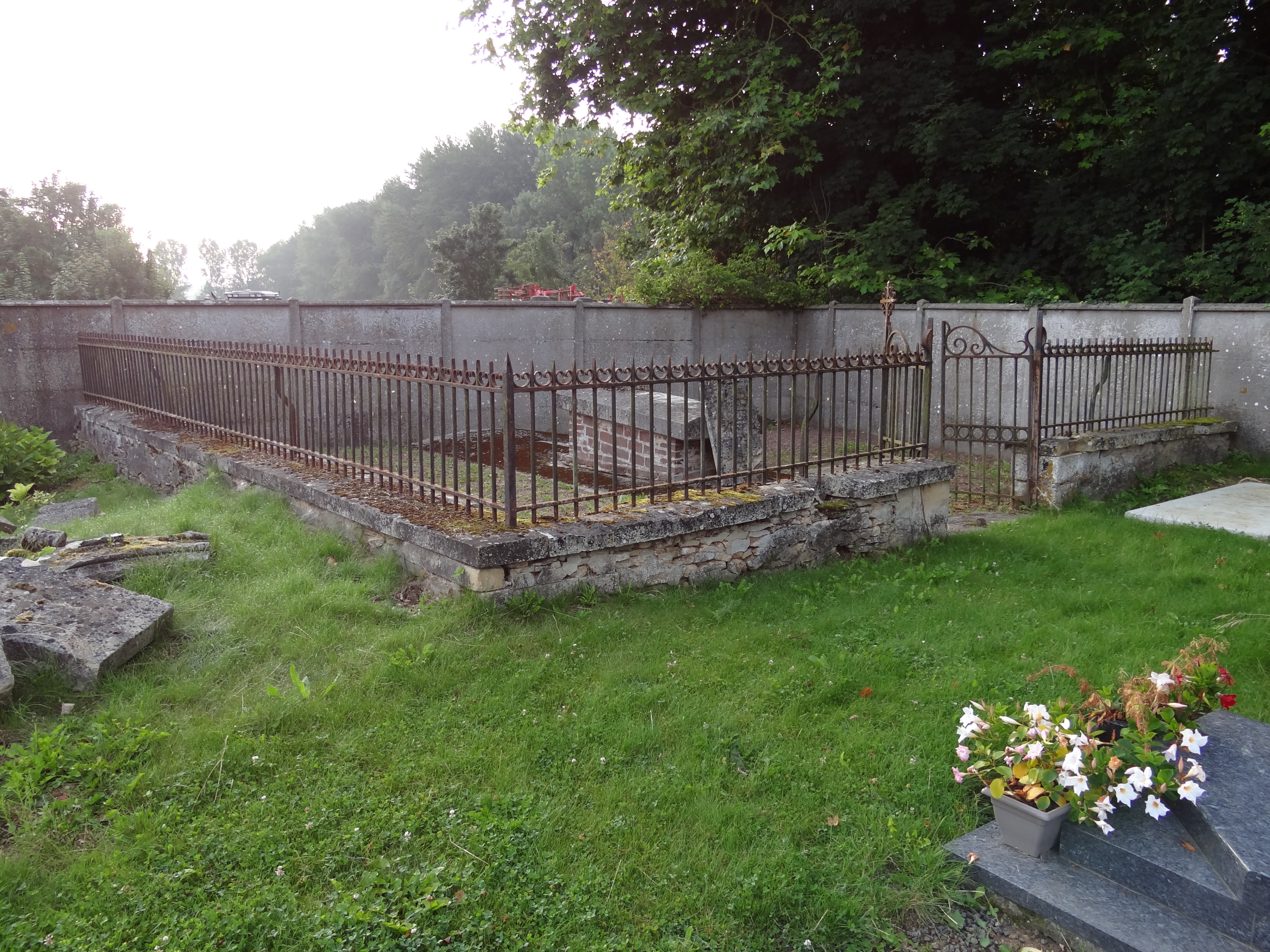
La tombe de Gaston de Banneville au cimetière de Banneville-la-Campagne (Calvados).